# Celosia polygonoides
Celosia polygonoides là loài thực vật có hoa thuộc họ Dền. Loài này được Retz. mô tả khoa học đầu tiên năm 1781.